# Měšťanská beseda (Plzeň)
Měšťanská beseda v Kopeckého sadech č. 13 (čp. 59) v Plzni byla dokončena v roce 1901 plzeňským stavitelem Františkem Kotkem. V architektonickém řešení budovy převládá novorenesanční sloh, umělecká výzdoba je převážně secesní. Měšťanská beseda s několika společenskými sály a salonky, Kinem Beseda, Divadélkem JoNáš a proslulou secesní kavárnou je jedno z nejvýznamnějších společensko-kulturních center v Plzni. Jedná se o třípodlažní budovu na obdélníkovém půdorysu zasahující hluboko do vnitrobloku, která je umístěna v souvislé zástavbě jižní strany Kopeckého sadů.

## Historie

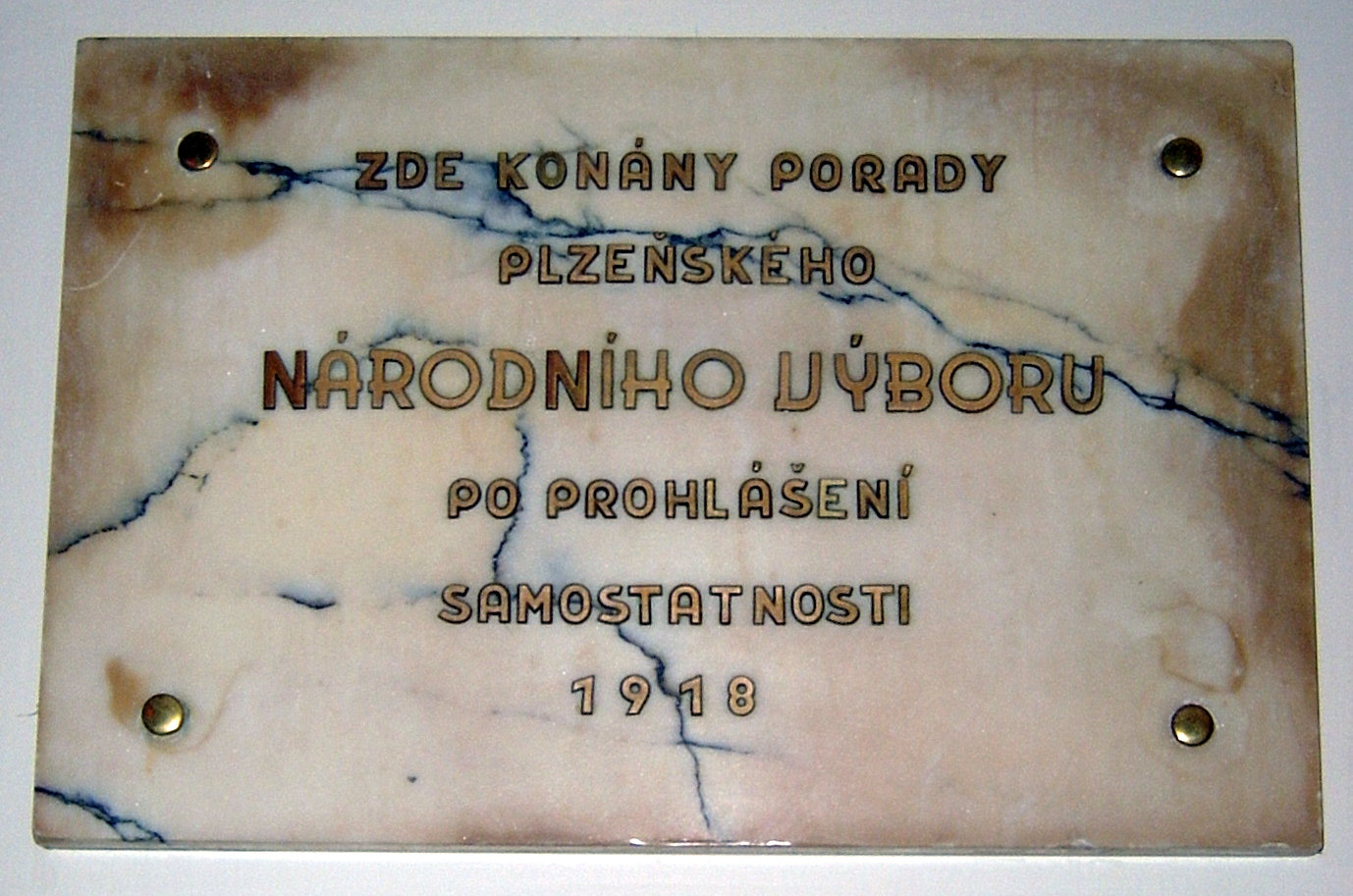
Pamětní deska u hlavního vchodu Měšťanské besedy

Měšťanská beseda nebyl původně název budovy, ale název spolku měšťanů, který vznikl v Plzni v roce 1862. Spolek se ke konci 19. století rozhodl postavit prostornější a reprezentativnější budovu pro svou činnost. Byla vybrána poněkud stísněná parcela na atraktivním místě v sadovém okruhu obepínajícím historické jádro města. Vítězný návrh budovy od Aloise Čenského byl vybrán ve veřejné soutěži v roce 1898, kam bylo zasláno celkem 24 návrhů. Práce na nové stavbě začaly zbouráním západní části původní empírové stavby Hässlerovského domu tzv. Kamerálu. V 19. století v tomto domě sídlil c. k. kamerální úřad (kamerale = státní finanční hospodářství) a česká měšťanská škola. Samotná stavba Měšťanské besedy začala v roce 1900 a již v roce 1901 byla otevřena veřejnosti, aby se rázem stala centrem kultury. Spolek vlastnil budovu až do svého zániku v roce 1950.
Měšťanská beseda hrála významnou roli např. během událostí spojených s vyhlašováním samostatného státu v roce 1918. Již od září zde hrálo loutkové Feriální divadlo scénku „Jak Kašpárek pochovával Rakousko“. Po prohlášení samostatnosti se zde také konaly porady plzeňského Národního výboru. Během 2. světové války byla budova svědkem smutnějších událostí, např. v lednu 1945 byla v budově prováděna evidence mužů (ročník 1927) povolaných na zákopové práce do polského Těšína.
Po únoru 1948 byla Měšťanská beseda přidělena závodnímu klubu Závodů V. I. Lenina (Škodovka), který hned v 50. letech provedl nešetrnou přestavbu objektu. Mnoho řemeslných prvků bylo vyměněno za moderní, původní výzdobu nahradil umakart a latexové nátěry, vznikly nové příčky. Hlavní průčelí bylo obnoveno při první fázi rekonstrukce v roce 1994, a to včetně rekonstrukce malířských prací. V letech 1995–1998 v budově provizorně sídlila nejstarší plzeňská loutková scéna. Druhá fáze rekonstrukce budovy, včetně restaurace výtvarných děl a uměleckořemeslných prvků, proběhla v letech 2001–2004 poté, co budovu zakoupilo město Plzeň. Cílem rekonstrukce bylo navrácení honosnosti této významné památce a odstranění devastujících zásahů pocházejících hlavně z 2. poloviny 20. století. Po rekonstrukci byla Měšťanská beseda slavnostně otevřena 28. ledna 2005. 
Měšťanská beseda je od 10. listopadu 1994 Kulturní památka (na návrh spolku Za starou Plzeň), jež získala ocenění Stavba roku 2005  a to: „Za velmi působivou rekonstrukci historicky a společensky významného objektu se zřetelem ke kvalitě restaurátorských prací a citlivému vstupu soudobých prvků“; autoři rekonstrukce Ing. arch. Jiří Opl a Ing. arch. Jan Soukup, dodavatel Metrostav a. s. Velký podíl na kvalitě rekonstrukce má památková péče, konkrétně Odbor památkové péče magistrátu města Plzně a Národní památkový ústav, jejichž pracovníci dohlíželi na jednotlivé práce a připomínkovali stavební dokumentaci často na základě historických fotografií.

## Průčelí budovy

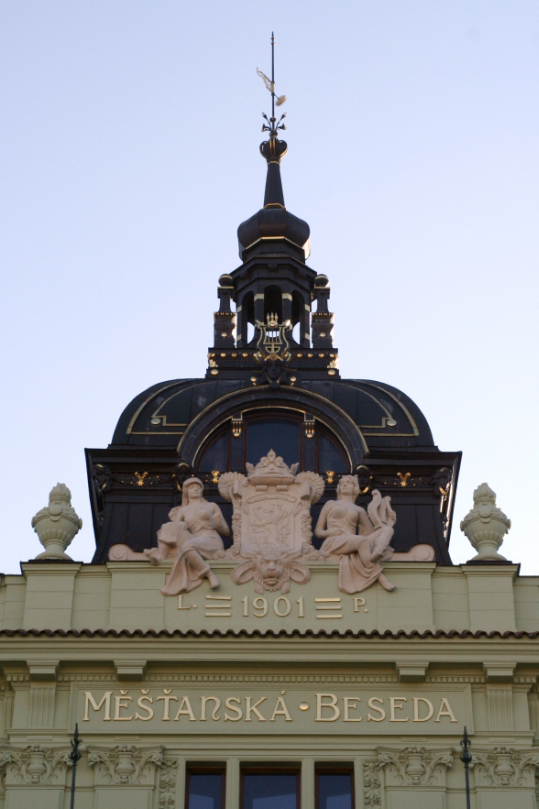
Průčelí Měšťanské besedy s cibulovou střechou

Měšťanská beseda je umístěna mezi dvěma nižšími budovami – budovou magistrátu (Kopeckého sady 11) a domem U Treybalů (Kopeckého sady 15). Dominantou osově symetrického průčelí je střední rizalit završený cibulovitou zlacenou střechou a dva užší postranní rizality, jež jsou zakončeny štíty se čtyřmi alegorickými malbami od Ládi Nováka. Od stejného autora jsou i nástěnné malby Koncert (vlevo) a Přednáška (vpravo) v prostoru mezi okny 2. a 3. podlaží. Střední rizalit nad hlavní římsou průčelí je ukončen alegorickým sousoším Svornost a Ušlechtilost, v jehož středu je umístěn štít s českým lvem (dílo Antonína Poppa). Český lev se na průčelí vrátil při poslední rekonstrukci budovy a nahradil tak nepůvodní plzeňský znak, který sem byl osazen v 60. letech 20. století. Nad okny 3. podlaží jsou zlatým písmem provedeny nápisy Palacký, Havlíček, Měšťanská beseda, Smetana a Neruda. V přízemí zaujme vlevo vchod s markýzou a čtyři prosklené výkladce kavárny. Figurální výzdoba dvou nik v přízemí je prací Josefa Pekárka – vlevo švarný plzeňský hoch tančí se svou vyvolenou a vpravo starý dudák hraje skočnou.

## Prostory
Budova je zastřešeným atriem rozdělena na přední a zadní část. Přední část je označována jako klubová a zahrnuje v přízemí secesní kavárnu, restauraci se zázemím a v suterénu Divadélko JoNáš se zázemím. V 1. patře přední části se nachází Primátorský salonek, Besední sál a Kulturní salonek, v 2. patře je Reprezentační salonek, Zrcadlový a Taneční sál a administrativní část budovy. Nejhonosnějším prostorem zadní sálové části objektu je Velký sál, k němu přiléhá Klostermannův a Křižíkův sál. V přízemí zadní části se nachází Malý sál. Po rekonstrukci v letech 2001–2004 přibyla i moderní přístavba v dvorní části objektu, která umožňuje bezbariérový přístup do všech částí budovy.

### Hlavní chodba

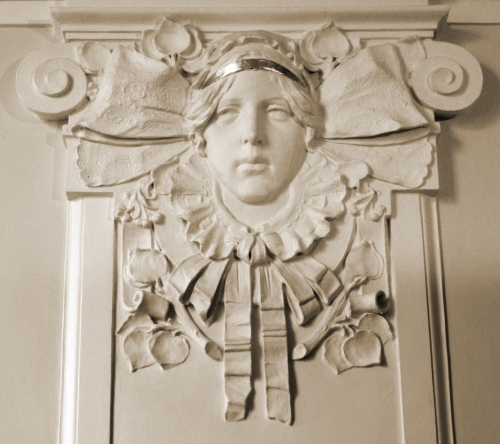
Štukový maskaron plzeňské selky v hlavní chodbě

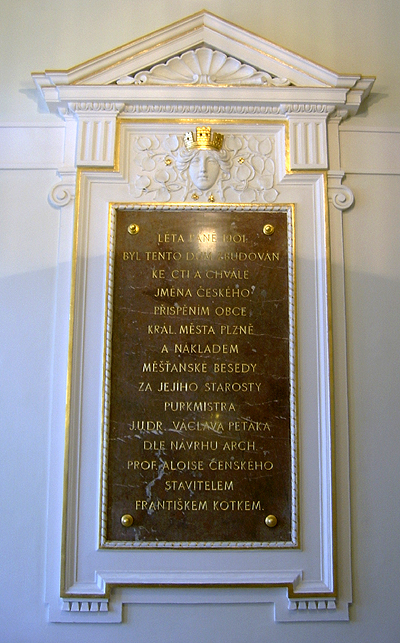
Deska upomínající na vznik Měšťanské besedy

Tato chodba vede od hlavního vchodu a spojuje přední a zadní část budovy. Je vyzdobena pilastry, jejichž hlavice zdobí štukové maskarony plzeňské selky. Na podlaze byla obnovena původní ornamentální keramická dlažba. Na začátku chodby u hlavního vchodu Měšťanské besedy jsou umístěny pamětní desky: na pravé straně vedle vchodu do secesní kavárny deska připomínající porady plzeňského Národního výboru konané v budově po prohlášení samostatnosti v roce 1918 a na levé straně velká deska s nápisem: Léta Páně 1901 byl tento dům budován ke cti a chvále jména českého přispěním obce král. města Plzně a nákladem Měšťanské besedy za jejího starosty purkmistra J.U.Dr. Václava Petáka dle návrhu arch. prof. Aloise Čenského stavitelem Františkem Kotkem. Deska je umístěna ve štukovém portálu, který je zdobený maskaronem se zlatou korunou.

### Společenský sál
Sál v přízemí Měšťanské besedy sousedí s bývalým Kulečníkovým sálem (dnes restaurace). Do sálu vedou čtyři vchody – jeden přímo z hlavní chodby, druhý jako průchod z restaurace, další je vchod z koridoru diváckých šaten a poslední vede do kuchyně restaurace. V sálu je umístěn bar a klientské centrum organizace, která v budově sídlí.

### Prostor diváckých šaten
Do koridoru diváckých šaten v přízemí se vstupuje z hlavní chodby. Z prostoru šaten vede velké schodiště do Velkého sálu v 1. poschodí budovy, dále také vchod do Malého a Společenského sálu.

### Malý sál
Do sálu v přízemí budovy, původně využívaného jako restaurace, lze vstoupit buď přímo z hlavní chodby nebo z koridoru diváckých šaten. Sál je zdoben bohatou barevnou výmalbou (v centrální části plzeňský znak) a štukovými prvky. Několik zlatě zdobených sloupů je krásným doplněním celého interiéru. Kapacita sálu je cca 200 míst (záleží na druhu akce). Ze sálu lze vstoupit do dvorního traktu, který je lemován objekty kuželníku a hudebního pavilonu.

### Foyer před Velkým sálem
Ve foyer byla původně umístěna alegorická socha hudby od akademického sochaře Josefa Pekárka, která se však nedochovala a je nyní nahrazena bronzovou sochou Tanečnice od plzeňského sochaře Aloise Holuba. Socha (93 cm vysoká) je umístěna na mramorovém sloupu a pochází ze 40. let 20. století. Dekorativní výmalba foyer a hlavního schodiště je od Františka Fröhlicha. Sklenářské práce pochází od Tomáše Hechta a Františka Rehwalda, který pravděpodobně vytvořil i podhled stropu z leptaného vrstveného skla zlaté barvy (v roce 2004 byl zničený podhled nahrazen replikou).

### Velký sál (Velká dvorana)

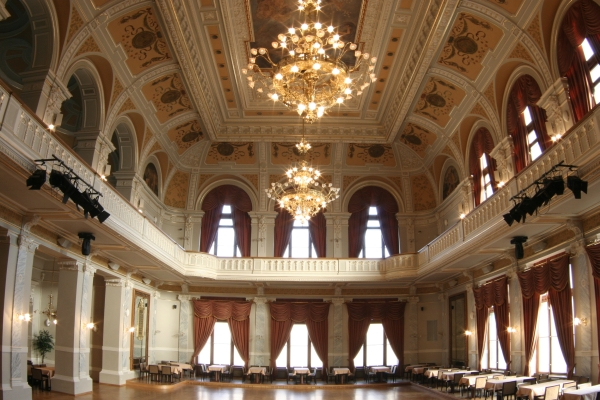
Velký sál

Sál s balkonem o výši dvou podlaží je umístěn v 1. patře budovy nad Malým sálem. Dostaneme se do něj přes foyer, do kterého ústí mohutné hlavní schodiště. Sál, ve kterém se konají plesy a koncerty zvláště vážné hudby, je vyzdoben velkým nástropním obrazem od Viktora Olivy, velkým panneau Hudba nad orchestřištěm a čtyřmi lunetovými výplněmi, které představují hudbu, zpěv, přednášku a tanec. Nad jevištěm byl při restaurátorských pracích obnoven zlatý nápis Plzeň sobě. Na figurální a štukatérské výzdobě sálu pracoval Antonín Popp a Otokar Walter st. Ze stropu sálu jsou spuštěna dvě velká bohatě zdobená osvětlovací tělesa a v nikách po stranách jeviště zaujmou netradiční párová kovová svítidla v podobě slunečnic, která jsou osazena v barevných vázách. Hned od počátku měl sál elektrické osvětlení (na rozdíl od většiny prostor budovy, kde bylo původně osvětlení plynové). Osvětlovací tělesa dodaly firma Suda a Kotěšovec a František Křižík. Denní světlo do sálu proniká dvanácti velkými okny v zadní a postranní stěně sálu. Na stěnách jsou umístěny čtyři původní zrcadla. Nová konstrukce podlahy pochází z rekonstrukce v letech 2001–2004, sál je vybaven novými parketami. Sál s kapacitou cca 430 míst (záleží na druhu akce) je vybaven nejmodernější zvukovou a světelnou technikou.
V roce 2006 bylo do Velkého sálu pořízeno vynikající koncertní křídlo značky Steinway & Sons model D-274, vyrobené v Hamburku, jehož cena dosáhla 3,8 milionů Kč.

### Klostermannův sál (Malá dvorana)
Sál v 1. patře Měšťanské besedy, do kterého se dá vstoupit z Primátorského salonku nebo z foyer před Velkým sálem. Je pojmenován po spisovateli Karlu Klostermannovi, který často sedával v secesní kavárně v přízemí budovy. Výzdoba sálu je soustředěna na bohatě dekorovaný štukový strop. Prostor dnes slouží jako bar.

### Křižíkův sál
Tento sál s moderním vzhledem vznikl při rekonstrukci budovy v letech 2001–2004 a nese jméno českého vynálezce Františka Křižíka, který se podílel na elektrickém osvětlení budovy. Sál najdeme na balkoně Velkého sálu (Velké dvorany) a hned při vstupu zaujme množstvím světla, které do něj vstupuje proskleným stropem. Skleněná podlaha zároveň přivádí světlo do foyer o patro níže. Prostor, který dříve sloužil jako ateliér amatérských umělců, ale i k malování prvomájových transparentů, je dnes využit jako foyer s barem.

### Secesní kavárna
Luxusní kavárně v přízemí budovy je vyhrazena téměř celá šíře parcely; kavárna zaujímá plochu 169 m², vysoká je 5,9 m, podlaha je pokryta marmoleem. Do prostoru kavárny vniká světlo čtyřmi velkými prosklenými výkladci. Strop, který imituje mahagon, je bohatě zdoben a zlacen, stěny jsou obloženy dřevem. Vchod do salonu v zadní části kavárny je realizován jako dřevěná architektonická stěna s portálem. Zde jsou také umístěny dvě dekorativní panneau od akademického malíře Viktora Olivy. Dominantní je rovněž vstup do předprostoru bývalého Kulečníkového sálu (dnes restaurace). Prostor kavárny zkrášlují maskarony od Otokara Waltra st. Kavárna má kapacitu 70 míst.

### Restaurace (původně Kulečníkový sál)
Restaurace s prosklenou stropní konstrukcí (vysoká 7,2 m) se nalézá v prostoru atria, které celou budovu dělí na přední menší a zadní větší část. Restaurace o celkové ploše 143,5 m² je umístěna v přízemí budovy mezi secesní kavárnou a Společenským sálem, se kterými je spojena mohutnými vchody. Další vchod do restaurace vede přímo z hlavní chodby. V prosvětleném prostoru vyniká bohatost štukové výzdoby (např. konzoly s maskarony v podobě kozlích hlav pod proskleným stropem); dvě velké figurální výplně od akademického malíře Jindřicha Duchoslava Krajíčka se bohužel nedochovaly. Dnešní restaurace dříve sloužila jako Kulečníkový sál, kde bylo umístěno šest kulečníků. Kapacita restaurace je cca 80 míst.

### Vstupní schodiště
Toto schodiště je umístěno v přední části budovy a z hlavní chodby nás zavede do Besedního sálu, Primátorského a Kulturního salonku v 1. poschodí a do Reprezentačního salonku, Zrcadlového sálu a administrativní části budovy v poschodí druhém. Na začátku schodiště v přízemí je působivá konzola s maskaronem v podobě lví hlavy.

### Divadélko JoNáš
Divadélko JoNáš je malá komorní scéna s kapacitou 80 míst v suterénu přední části budovy. Při slavnostním otevření 1. října 2002 byl přítomen i herec Jiří Suchý, který se stal kmotrem divadélka. Schodiště, které nás do divadélka zavede, vzniklo až nově při celkové rekonstrukci budovy.

### Primátorský salonek
Salonek v 1. patře Měšťanské besedy je prosvětlen třemi velkými okny. Vstoupit do něj lze vchody z Klostermannova sálu, ze zadního schodiště či z obslužných prostor pro personál. Salonek je zdoben replikami původních lustrů, lunetovými obrazy Plzně z dílny malíře Josefa Mandla a nábytkem. Mezi významné osobnosti, které navštívili tento salónek, patří např. prezident Václav Klaus.

### Besední sál (Kino Beseda)
Besední sál se nachází v 1. patře přední části budovy naproti vchodu do Primátorského salonku. Tento sál lze využívat víceúčelově a to díky mobilnímu hledišti, které lze zasouvat do niky v pozadí sálu pod promítací a technickou místnost. Kino s kapacitou 100 míst vzniklo v roce 2002. Sál byl dříve znám pod jménem Malý technický kabinet.

### Kulturní salonek
Malý salonek v 1. patře budovy s výhledem do Kopeckých a Smetanových sadů s dominantou Státní vědecké knihovny.

### Reprezentační salonek
Salonek ve 2. patře přední části budovy se nachází naproti vchodu do Zrcadlového (baletního) sálu. Je vyzdoben obrazy a nábytkem.

### Taneční sál
Sál ve 2. patře přední části budovy slouží různým baletním a tanečním školám. Stejně jako Zrcadlový sál, je však větší.

### Zrcadlový sál
Sál ve 2. patře přední části budovy, naproti vchodu do Reprezentačního salonku. Slouží jako tělocvična pro různé baletní a taneční školy.

### Hudební pavilón a kuželník
Do dvorního traktu budovy Měšťanské besedy, jež je lemován objekty kuželníku, lze vstoupit Malým sálem nebo vchodem vedoucím přes šatny. Ve dvoře je také zahradní dřevěný altán. 

### Prostory Měšťanské besedy

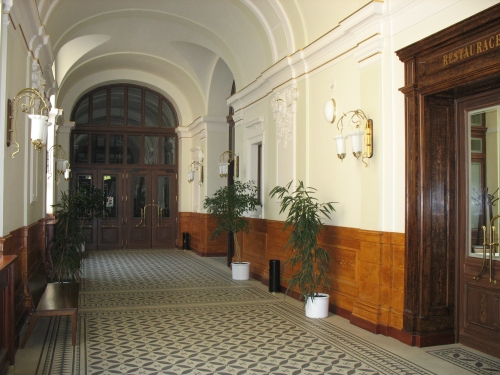
Hlavní chodba
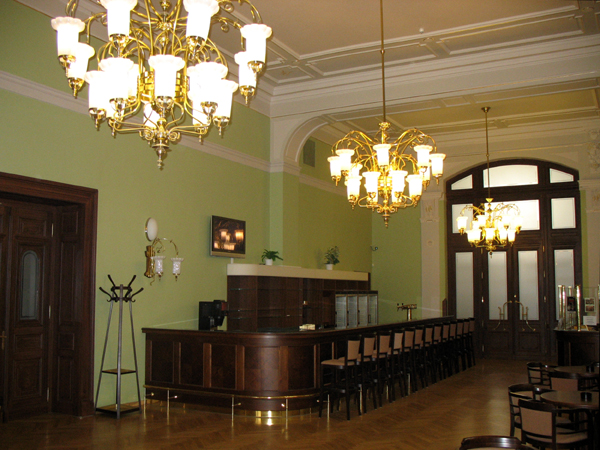
Společenský sál
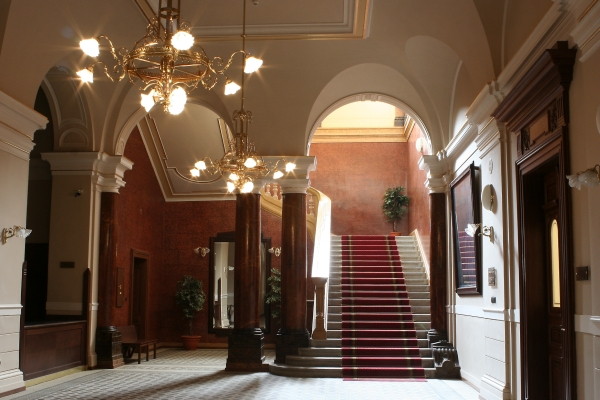
Prostor diváckých šaten se schodištěm
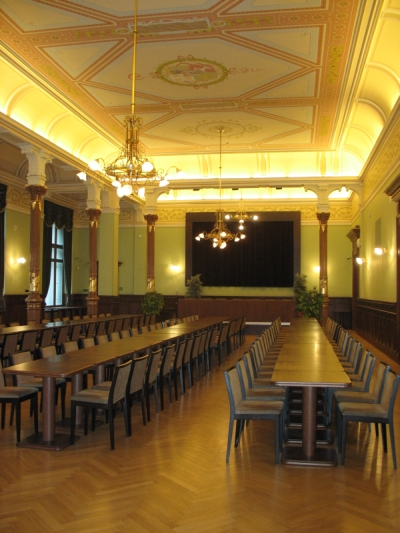
Malý sál
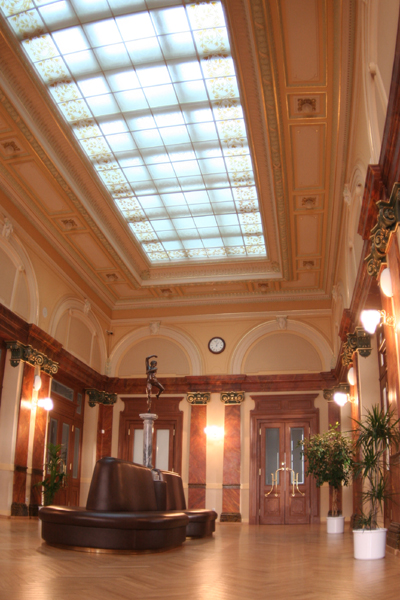
Foyer před Velkým sálem
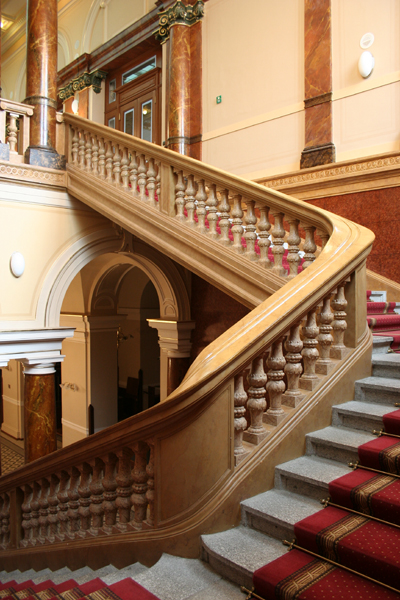
Hlavní schodiště
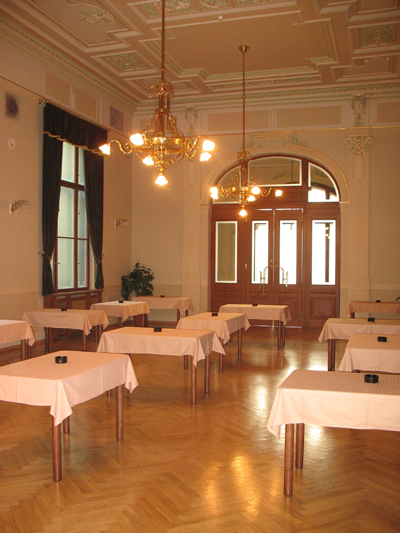
Klostermannův sál
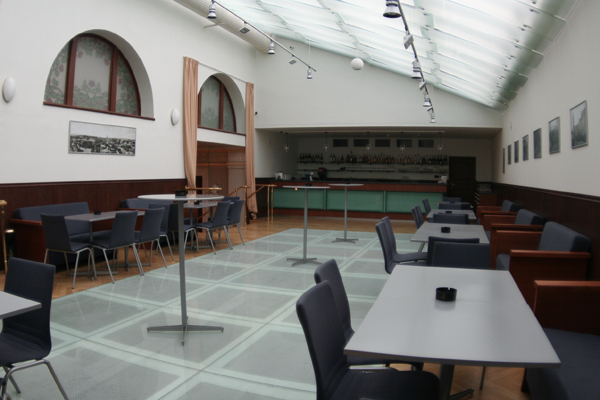
Křižíkův sál na balkóně Velkého sálu
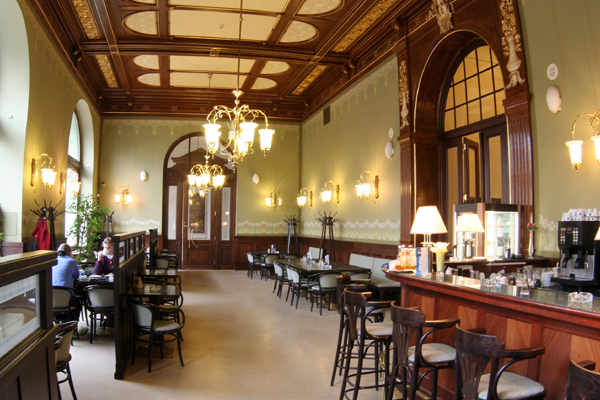
Secesní kavárna
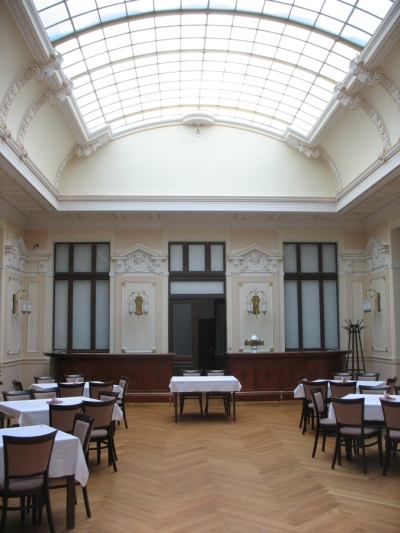
Restaurace (dříve Kulečníkový sál)
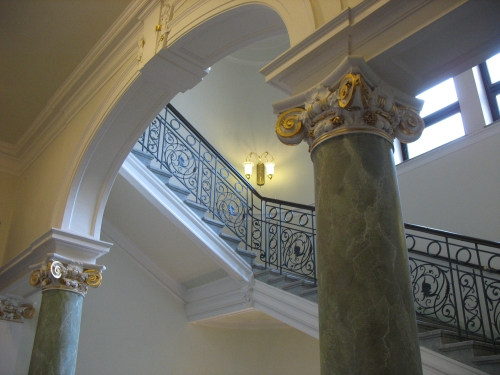
Přední schodiště
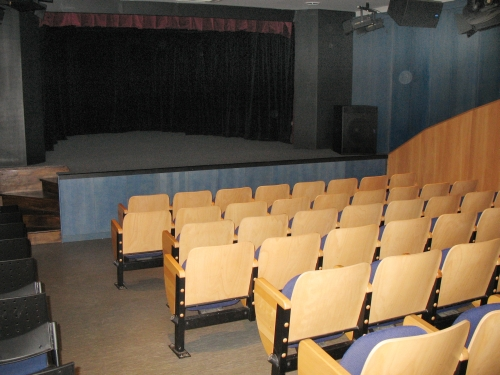
Divadélko JoNáš
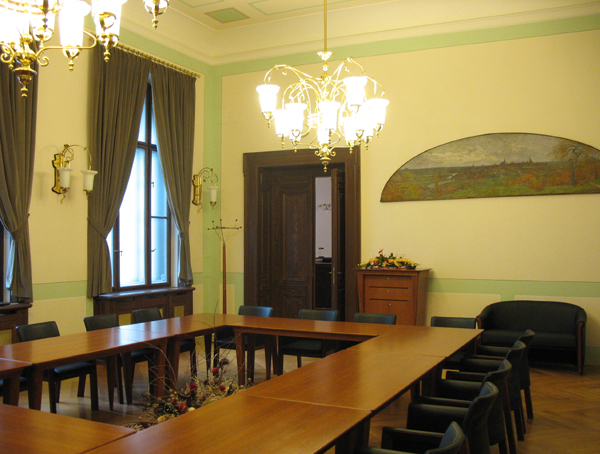
Primátorský salónek
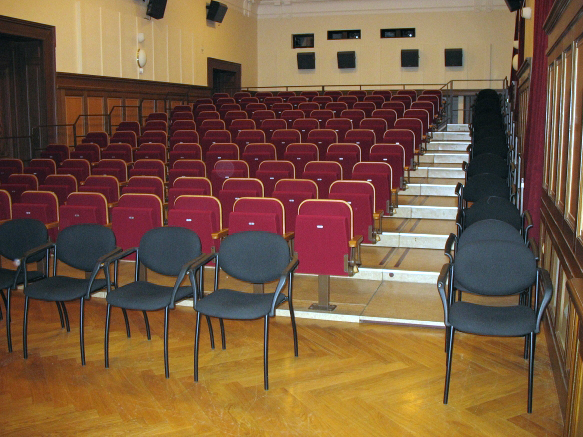
Besední sál (Kino Beseda)
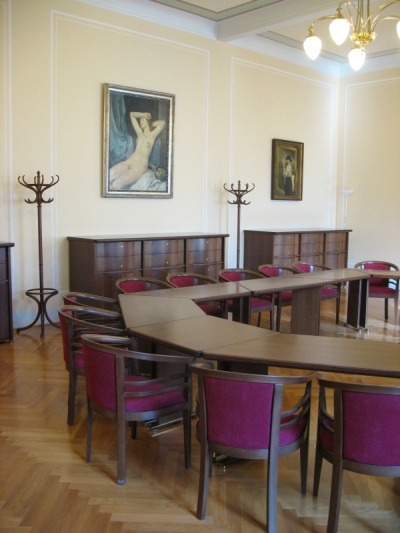
Reprezentační salónek
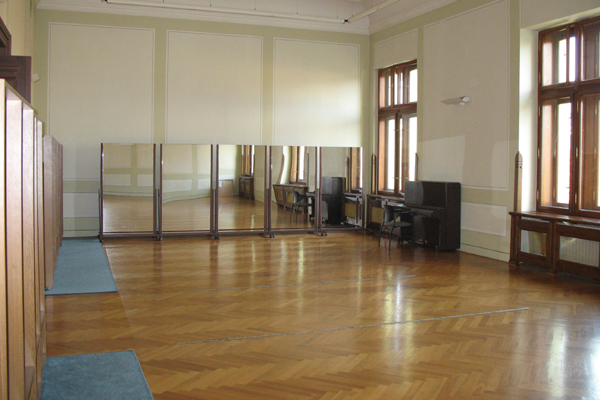
Taneční sál
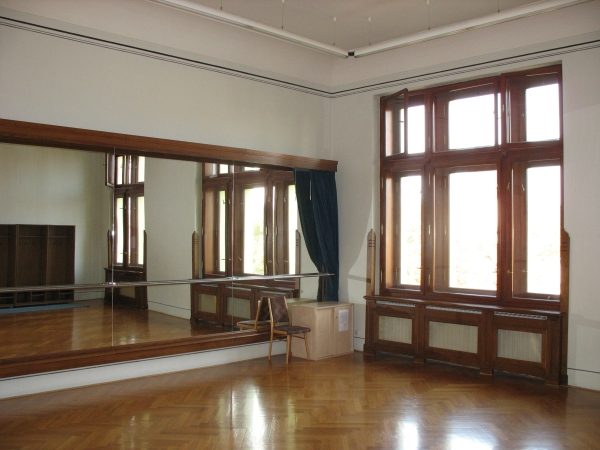
Zrcadlový sál
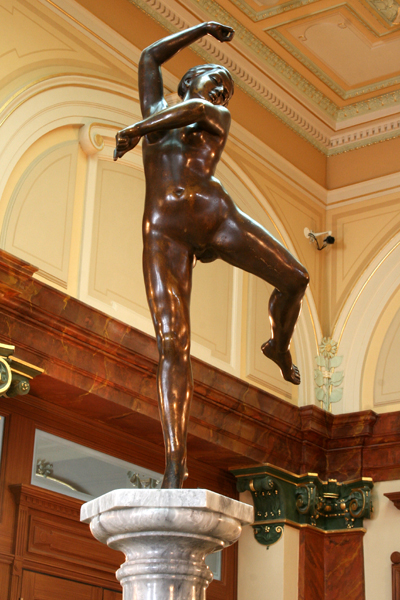
Plastika Tanečnice
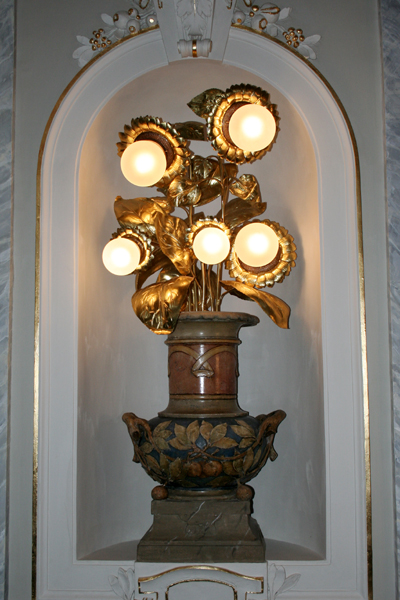
Svítidla v podobě slunečnic ve Velkém sále
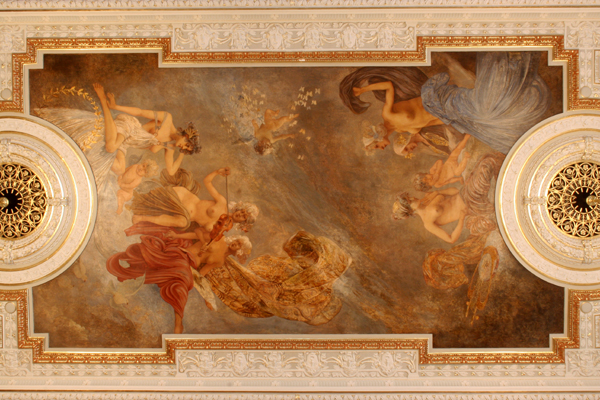
Nástropní malba ve Velkém sále
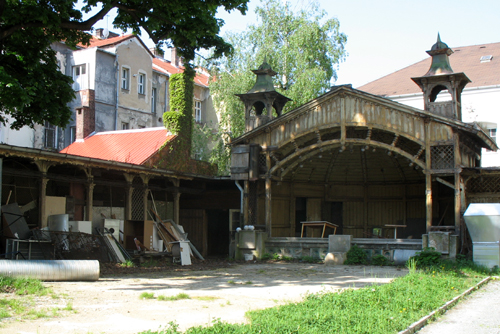
Hudební pavilon a objekty kuželníku
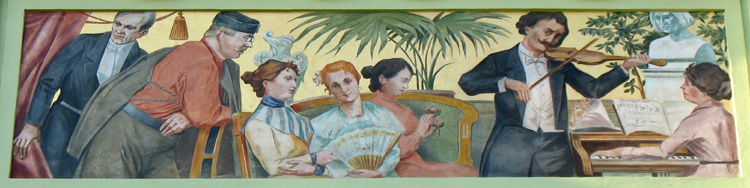
Nástěnná malba Koncert na průčelí budovy
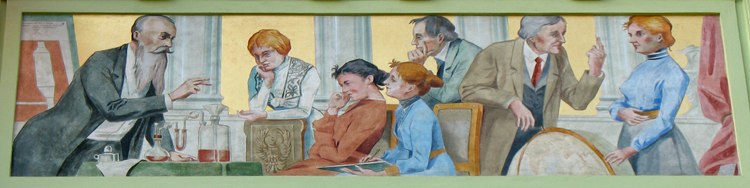
Nástěnná malba Přednáška na průčelí budovy
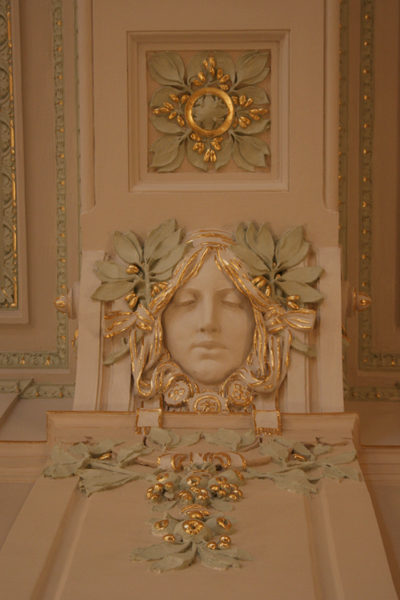
Maskarón v Klostermannově sále

## Významní návštěvníci Měšťanské besedy
- T. G. Masaryk, prezident – návštěva 2. října 1921
- Ing. František Křižík, vynálezce – v roce 1937 osobně přítomen jmenování čestným členem Měšťanské besedy
- Augustin Němejc, akademický malíř – čestný člen Měšťanské besedy
- Jaroslav Kvapil, básník a spisovatel – čestný člen Měšťanské besedy
- Karel Klostermann, spisovatel – častý návštěvník secesní kavárny
- Karel Toman, spisovatel – návštěvník secesní kavárny
- Vendelín Budil, herec – návštěvník secesní kavárny
- František Xaver Šalda, literární kritik a spisovatel – přednášky
- Josef Svatopluk Machar, básník – přednášky
- Viktor Dyk, básník – přednášky
- Josef Hora, básník – přednášky
- Stanislav Kostka Neumann, básník – přednášky
- Marie Majerová, spisovatelka – přednášky
- Václav Klaus, prezident ČR - návštěva 13. listopadu 2005